# Munster (Bassa Sassonia)
Munster, da non confondersi con Münster, è una città della Bassa Sassonia, in Germania.
Appartiene al circondario della Landa.
Il territorio comunale comprende le frazioni di Alvern, Breloh, Ilster, Lopau, Oerrel, Töpingen e Trauen.

## Geografia fisica
Munster si trova nella regione centrale della landa di Luneburgo, lungo il fiume Örtze, tra le città di Soltau e Uelzen.

## Amministrazione

### Gemellaggi
- Radcliff, dal 1984
- Michurinsk, dal 1999
- Éragny, dal 1999
- Muggiò, dal 2019